# Ukerewe (ø)
Ukerewe er den største ø i Victoriasøen og Afrikas største indlandsø med et areal på omtrent 530 km². Øen tilhører Tanzania og udgør størstedelen af distriktet Ukerewe i regionen Mwanza. Øen ligger 45 km nord for byen Mwanza og har færgeforbindelse med denne. Der er også en kortere færgeforbindelse til den østlige kyst, hvorfra der er vejforbindelse med Kibara og Musoma. Øen har mange bugter og er omgivet af mindst et dusin mindre øer. Den største landsby på øen er Nansio.
Ukerewe er kendt for at have et stort antal albinoer i sin befolkning. Mange af de første albinoer blev bragt til øen som børn, der var forladt af deres familie. Til trods for at de udgør en usædvanlig stor andel af befolkningen, er de alligevel en undertrykt minoritet.

## kilder
1. ↑  "Largest islands of the world" (engelsk). Worldatlas. Hentet 7. februar 2011.
2. ↑  "Ukerewe Island" (engelsk). Mwanza Guide. Hentet 4. juni 2007.
3. ↑  Daniel Howden (8. december 2008). "Albinos slaughtered for body parts by black magic witchdoctors" (engelsk). Belfast Telegraph. Hentet 7. februar 2011.